# Dawukou
Dawukou (en chino:大武口区) es una localidad, bajo la administración de la ciudad-prefectura de Shizuishan,en la región autónoma de Ningxia.República Popular China.
Se encuentra a una altitud de 1111 m sobre el nivel del mar. 

## Demografía
Según estimación 2010 contaba con 141338 habitantes.